# Стахов Пилип Олександрович
Пилип Олександрович Стахов — український військовослужбовець, музикант та громадський діяч. Кавалер ордену За мужність ІІІ ступеня 

## Життєпис
Yавчався у філософсько-теологічному факультеті Чернівецького національного університету імені Юрія Федьковича. Музикант гурту RUTA. Співзасновник фестивалю «Rock Area»
Стахов автором проєкту – облаштування мілітарі-майданчика у парку імені Федьковича у Чернівцях.
Долучився до лав захисників на початку повномасштабного російського вторгнення, воював в складі буковинської 107-ї бригади ТрО . Брав участь у боях у Київській області, під Ізюмом, брав участь у найгарячіших точках Донбасу. Звільняв село Велика Комишуваха під Ізюмом, під час Харківського контрнаступу 
Був воїном буковинського підрозділу "Альбін", який увійшов до складу 12-ї бригади НГУ "Азов". Отримав два важких поранення за час служби
Загинув поблизу міста Нью-Йорк на Донеччині. З ним прощалися 4 жовтня 2024-го року в обласній філармонії, опісля - у кафедральному соборі Параскеви Сербської.Похований на алеї Слави Центрального кладовища Чернівців .
Залишилися дружина та син